# Championnat des Comores de football 2020
 (juillet 2020).
Si vous disposez d'ouvrages ou d'articles de référence ou si vous connaissez des sites web de qualité traitant du thème abordé ici, merci de compléter l'article en donnant les références utiles à sa vérifiabilité et en les liant à la section « Notes et références ».
Navigation
Saison précédente Saison suivante
La saison 2020 du championnat des Comores de football est la trente-sixième édition de la première division comorienne. Après une phase régionale se déroulant normalement de janvier à juin 2020, les champions de première division des trois îles des Comores (Anjouan, Grande Comore et Mohéli) s'affrontent dans une triangulaire en matchs aller-retour au sein d'une poule unique.
La compétition est interrompue le 20 mars 2020 en raison de la pandémie de Covid-19. La compétition reprend finalement avec l'autorisation du gouvernement directement par la triangulaire finale en septembre 2020.

## Phase régionale
Le classement est établi sur le barème de points classique (victoire à 3 points, match nul à 1, défaite à 0).

### Grande Comore
| Rang | Équipe                 | Pts | J  | G  | N | P  | Bp | Bc | Diff |
| ---- | ---------------------- | --- | -- | -- | - | -- | -- | -- | ---- |
| 1    | US Zilimadjou          | 48  | 21 | 16 | 0 | 5  | 42 | 16 | +26  |
| 2    | Volcan Club de Moroni  | 42  | 21 | 13 | 3 | 5  | 37 | 26 | +11  |
| 3    | JACM                   | 37  | 21 | 10 | 7 | 4  | 29 | 18 | +11  |
| 4    | FC Hantsindzi P        | 35  | 21 | 11 | 2 | 8  | 34 | 23 | +11  |
| 5    | Twamaya FC P           | 33  | 21 | 9  | 6 | 6  | 25 | 25 | 0    |
| 6    | Ngaya Club             | 32  | 21 | 9  | 5 | 7  | 27 | 26 | +1   |
| 7    | FC Malé                | 31  | 21 | 8  | 7 | 6  | 23 | 22 | +1   |
| 8    | Élan Club de Mitsoudjé | 30  | 21 | 9  | 3 | 9  | 30 | 23 | +7   |
| 9    | Enfants des Comores    | 26  | 21 | 8  | 2 | 11 | 25 | 28 | -3   |
| 10   | US Séléa P             | 17  | 21 | 4  | 5 | 12 | 18 | 36 | -18  |
| 11   | Super Sonic P          | 16  | 21 | 4  | 4 | 13 | 26 | 48 | -22  |
| 12   | Apache Club            | 8   | 21 | 2  | 3 | 17 | 18 | 43 | -25  |

### Anjouan
| Rang | Équipe                  | Pts | J  | G | N | P  | Bp | Bc | Diff |
| ---- | ----------------------- | --- | -- | - | - | -- | -- | -- | ---- |
| 1    | FC Ouani                | 31  | 16 | 9 | 4 | 3  | 22 | 11 | +11  |
| 2    | Ngazi Sport P           | 30  | 16 | 9 | 3 | 4  | 28 | 9  | +19  |
| 3    | Gombessa Sport          | 29  | 16 | 8 | 5 | 3  | 24 | 15 | +9   |
| 4    | Étoile d'or de Mirontsy | 25  | 16 | 6 | 7 | 3  | 17 | 15 | +2   |
| 5    | Olympique de Missiri P  | 23  | 16 | 6 | 5 | 5  | 20 | 17 | +3   |
| 6    | Ziarra Club             | 23  | 16 | 6 | 5 | 5  | 13 | 10 | +3   |
| 7    | Steal Nouvel de Sima    | 23  | 16 | 7 | 2 | 7  | 23 | 16 | +7   |
| 8    | Onze Fusées P           | 15  | 16 | 4 | 3 | 9  | 12 | 25 | -13  |
| 9    | AS Patsy                | 10  | 16 | 1 | 7 | 8  | 13 | 38 | -25  |
| 10   | AS Komorizine P         | 9   | 16 | 2 | 3 | 11 | 11 | 27 | -16  |

### Mohéli
| Rang | Équipe                  | Pts | J  | G  | N | P | Bp | Bc | Diff |
| ---- | ----------------------- | --- | -- | -- | - | - | -- | -- | ---- |
| 1    | Fomboni FC T            | 33  | 13 | 10 | 3 | 0 | 36 | 9  | +27  |
| 2    | Étoile du Centre        | 23  | 13 | 6  | 5 | 2 | 27 | 20 | +7   |
| 3    | Ouragan Club            | 18  | 13 | 4  | 6 | 3 | 15 | 17 | -2   |
| 4    | Juno Club P             | 17  | 13 | 4  | 5 | 4 | 19 | 19 | 0    |
| 5    | Chikabwe USH FC P       | 14  | 13 | 4  | 2 | 7 | 11 | 13 | -2   |
| 6    | FCN Espoir              | 14  | 13 | 3  | 5 | 5 | 16 | 21 | -5   |
| 7    | Mbatsé FC               | 13  | 13 | 3  | 4 | 6 | 13 | 19 | -6   |
| 8    | Nouvel Espoir de Wanani | 7   | 13 | 1  | 4 | 8 | 13 | 32 | -19  |

## Phase nationale

### Les équipes participantes
- FC Ouani - Champion d'Anjouan
- US Zilimadjou  - Champion de Grande Comore
- Fomboni FC - Champion de Mohéli

### Les matchs
Tous les matchs se déroulent sur terrain neutre, du 1er au 5 septembre 2020, au stade Hombo de Mutsamudu.
| Rang | Équipe          | Pts | J | G | N | P | Bp | Bc | Diff |  | Résultats (▼ dom., ► ext.) | USZ | FOM | FCO |
| ---- | --------------- | --- | - | - | - | - | -- | -- | ---- |  | -------------------------- | --- | --- | --- |
| 1    | US Zilimadjou C | 6   | 2 | 2 | 0 | 0 | 3  | 1  | +2   |  | US Zilimadjou C            |     | 2-1 | 1-0 |
| 2    | Fomboni FC T    | 3   | 2 | 1 | 0 | 1 | 3  | 2  | +1   |  | Fomboni FC T               |     |     | 2-0 |
| 3    | FC Ouani        | 0   | 2 | 0 | 0 | 2 | 0  | 3  | -3   |  | FC Ouani                   |     |     |     |

## Bilan de la saison
| Championnat des Comores de football 2020 |                              |
| Champion                                 | US Zilimadjou (3e titre)     |
| Coupes et trophées                       |                              |
| Vainqueur de la Coupe des Comores 2020   | Union sportive de Zilimadjou |
| Qualifications continentales             |                              |
| Ligue des champions de la CAF 2020-2021  | US Zilimadjou                |
| Coupe de la confédération 2020-2021      | Ngazi Sport                  |
| Promotions et relégations                |                              |
| Promus en première division              | Étoile des Comores           |
| Promus en première division              | Petit Harlem                 |
| Promus en première division              | US Mbéni                     |
| Promus en première division              | Amical Club de Chezani       |
| Promus en première division              | JS Bazimini                  |
| Promus en première division              | Chirazienne                  |
| Promus en première division              | Yakélé Sport                 |
| Promus en première division              | Mrango Club de Kavani        |
| Promus en première division              | FC Chihouzi                  |
| Promus en première division              | Belle Lumière de Djoiezi     |
| Relégués en deuxième division            | Enfants des Comores          |
| Relégués en deuxième division            | US Séléa                     |
| Relégués en deuxième division            | Super Sonic de Gnambeni      |
| Relégués en deuxième division            | Apache Club                  |
| Relégués en deuxième division            | Steal Nouvel de Sima         |
| Relégués en deuxième division            | Onze Fusées                  |
| Relégués en deuxième division            | AS Patsy                     |
| Relégués en deuxième division            | AS Komorizine                |
| Relégués en deuxième division            | Mbatsé FC                    |
| Relégués en deuxième division            | Nouvel Espoir de Wanani      |